# Intuitionistische Fuzzymenge
Eine intuitionistische Fuzzymenge, engl. intuitionistic fuzzy set, ist eine Verallgemeinerung des Begriffes Fuzzymenge und wurde 1986 von K. Atanassov eingeführt. Während eine Fuzzymenge allein durch ihre Zugehörigkeitsfunktion charakterisiert wird, gibt es bei einer intuitionistischen Fuzzymenge zusätzlich noch die Nicht-Zugehörigkeitsfunktion.

## Definitionen
Sei {\displaystyle U} das sogenannte Universum, d. h. die Grundmenge, auf der die Untersuchungen stattfinden, häufig ist {\displaystyle U=\mathbb {R} }. Eine intuitionistische Fuzzymenge {\displaystyle A} ist charakterisiert durch eine Zugehörigkeitsfunktion {\displaystyle m_{A}} und eine Nicht-Zugehörigkeitsfunktion {\displaystyle n_{A}}. Für diese Funktionen gilt:
{\displaystyle \forall x\in U:\quad 0\leq m_{A}(x)\leq 1,\quad 0\leq n_{A}(x)\leq 1,\quad 1-m_{A}(x)-n_{A}(x)\geq 0}
Dabei wird {\displaystyle m_{A}(x)} interpretiert als Grad der Akzeptanz, dass {\displaystyle x} zu {\displaystyle A} gehört und {\displaystyle n_{A}(x)} als Grad der Akzeptanz, dass {\displaystyle x} nicht zu {\displaystyle A} gehört. Ist {\displaystyle 1-m_{A}(x)-n_{A}(x)=0}, dann haben wir den Spezialfall einer klassischen Fuzzymenge: Der Grad der Nicht-Zugehörigkeit ergibt sich in diesem Fall als {\displaystyle n_{A}(x)=1-m_{A}(x)}. Ist jedoch {\displaystyle 1-m_{A}(x)-n_{A}(x)>0}, dann steht dieser Wert für den Grad der Unbestimmtheit, d. h. mit diesem Grad kann man nicht entscheiden, ob {\displaystyle x} zu {\displaystyle A} oder nicht zu {\displaystyle A} gehört. Für festes {\displaystyle x} wird das Pärchen {\displaystyle (m_{A}(x);n_{A}(x))=(m;n)} auch intuitionistische Fuzzy-Zahl genannt.

## Beispiel
Es wird über eine Resolution abgestimmt. Es gibt 5 Ja-Stimmen, 1 Nein-Stimme und 4 Enthaltungen. Dieses „unscharfe“ Zustimmungsergebnis kann gut ausgedrückt werden durch die intuitionistische Fuzzy-Zahl {\displaystyle (0{,}5;0{,}1)}, wobei {\displaystyle 0{,}5} der Grad der Zustimmung, {\displaystyle 0{,}1} der Grad der Ablehnung und {\displaystyle 1-0{,}5-0{,}1=0{,}4} der Grad der Unbestimmtheit ist.

## Weiteres
Für intuitionistische Fuzzy-Zahlen können algebraische Operationen wie Addition, Subtraktion, Multiplikation, Division definiert werden. Außerdem können intuitionistische Fuzzy-Funktionen definiert und für diese eine Differential- und Integralrechnung begründet werden.